# Encomienda de Tenabo
La encomienda fue la retribución que la Corona Española otorgó a los conquistadores de la Península de Yucatán, y que fue representada como una institución para la evangelización de los indígenas, los cuales daban servicio y tributo al encomendero, el cual se instalaba en un principio en un pueblo y que sirvió como base de la sociedad colonial 

## Inicio de la encomienda
En 1549, después de su conquista, Francisco de Montejo y León "el Mozo", da en Encomienda, en nombre del Emperador Carlos V, el pueblo de indios mayas Tnab a Juan Gracia de Llanes. Este hecho, inicia la colonización del pueblo, su nombre se castalleniza y empieza a llamarse Tenabo. Los habitantes del pueblo tributaban a su encomendero en especie: maíz, mantas de algodón y con trabajo, a cambio de ser cristianizados. las encomiendas se otorgaban por el goce de una vida, dos e incluso tres en algunos casos

## Periodo de la encomienda
Durante el periodo de la encomienda se planificó el pueblo. En 1594 se construyó la iglesia de la Asunción. En 1607, la Minuta de Encomenderos arrojó la cantidad de 5,000 indios tributarios para Campeche de los cuales 320 estaban en Tenabo para este momento la encomenienda pertenecía a Baltasar Pacheco Dorantes; en el año de 1632 la Encomienda de Tenabo estaba adjudicada a Don Iñigo Figueroa, la lista de Encomiendas de 1688 reportó 1,116, de los cuales 54 pertenecían a Tenabo cuyo encomendero era Don Antonio de Figeroa, para el siglo XVII la Encomienda de Tenabo perteneció a María Josefa Fernández de Buendía, esposa del regidor Juan Antonio Elizalde y García de la Ciudad de Mérida, a quien fue adjudicada en 1778  bajo el alegato de que María Josefa era séptima nieta séptima de Francisco de Montejo. El 18 de julio de 1780 se dio Cédula nombrando a doña María Josefa Fernández de Buendía para el goce de la encomienda de los pueblos de Baca, Tenabo y Yalcón, en la provincia de Yucatán.

## Fin de la encomienda
Aunque varias veces se trató de suprimir el sistema de encomiendas por la explotación y enriquecimiento sin control de los encomenderos, no fue sino hasta los finales del siglo XVIII, y basado más bien en exigencias fiscales, cuando la Colonia dio pasos firmes en esa dirección; y así en 1785 se incorporaron todas las encomiendas a la Real Corona, a efecto de que pagaran a las Cajas Reales una parte de lo que recibían los encomenderos, por ese conducto y para 1786, Tenabo dejó de ser encomienda, al suprimirse de manera global. Asimismo por cédula del 20 de agosto de 1794, las rentas de encomiendas fueron reducidas por lo que de esta manera María Josefa Buendía quien fue La última persona a quien perteneció esta encomienda del pueblo de Tenabo se convierte en Rentera por lo que continuó recibiendo rentas del pueblo hasta 1807